# Villa Monplaisir
La villa Monplaisir est un monument historique inscrit, situé à Fort-de-France, en Martinique. Elle a été construite par l'architecte Louis Caillat en 1946.

## Adresse
La villa Monplaisir est localisée dans le quartier Bellevue, au 5 boulevard de Verdun, à Fort-de-France.

## Architecture
Cette construction est un exemple du style moderniste en Martinique

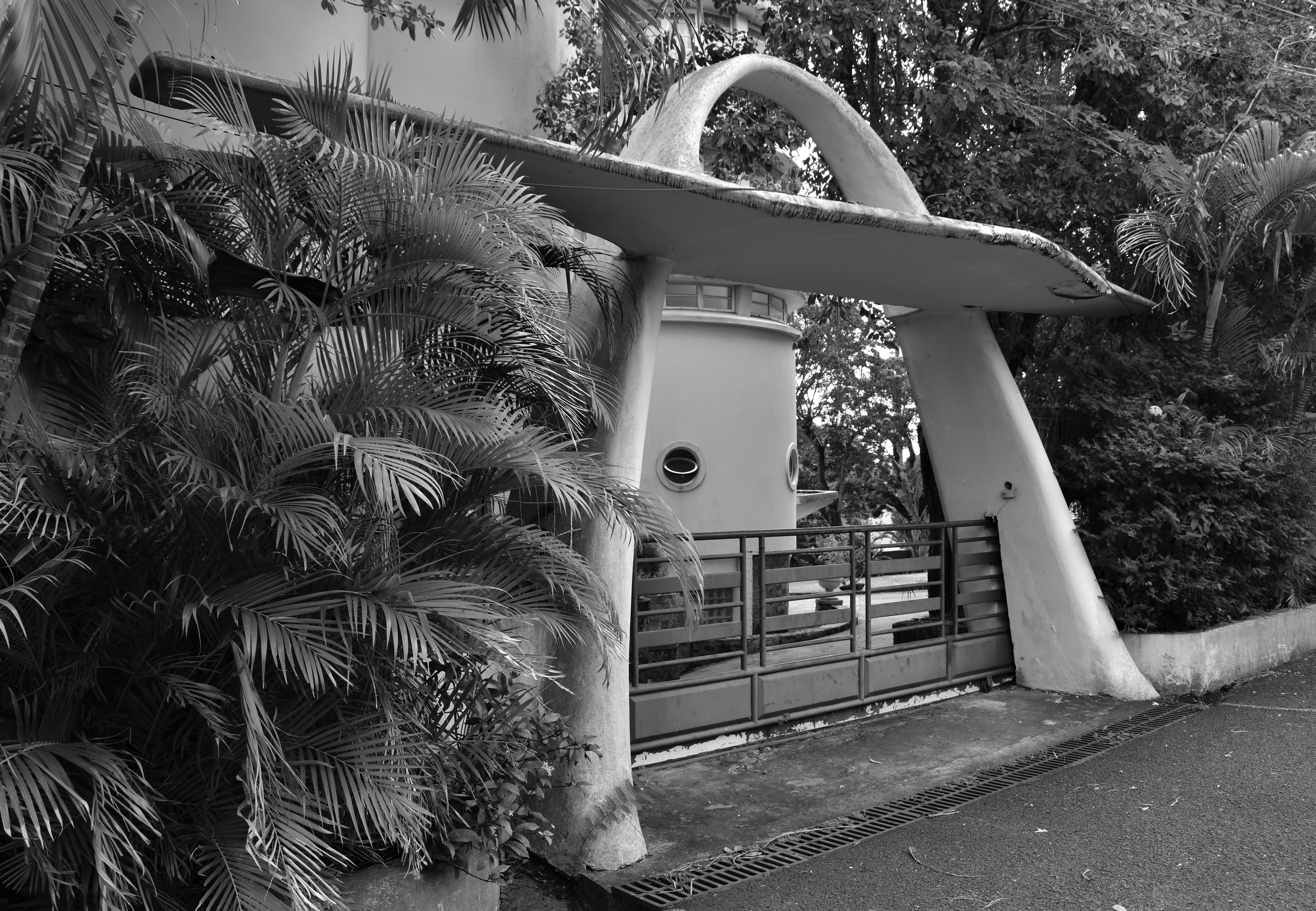
Deuxième porche d'entrée
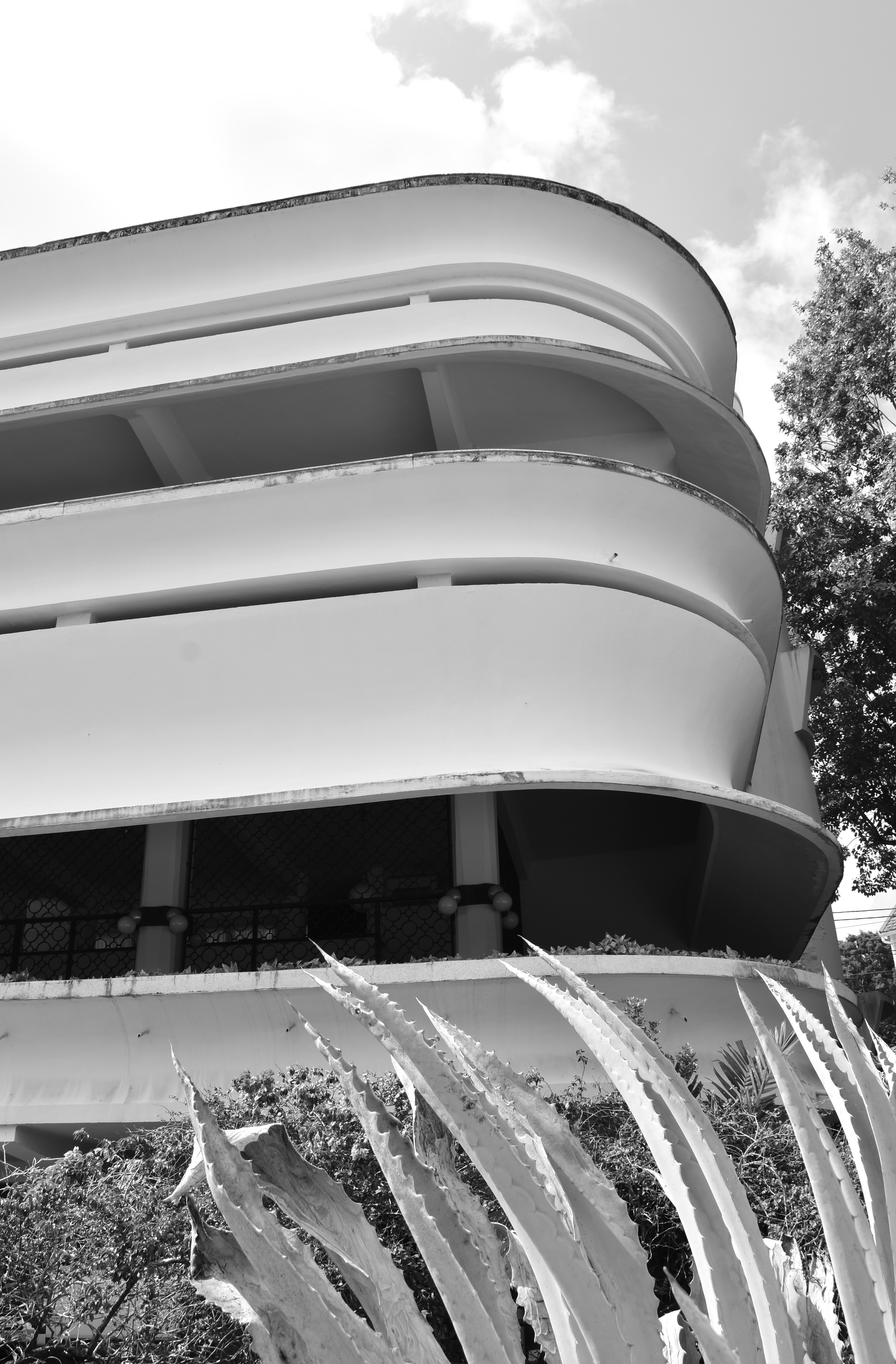
Angle sud de la Villa
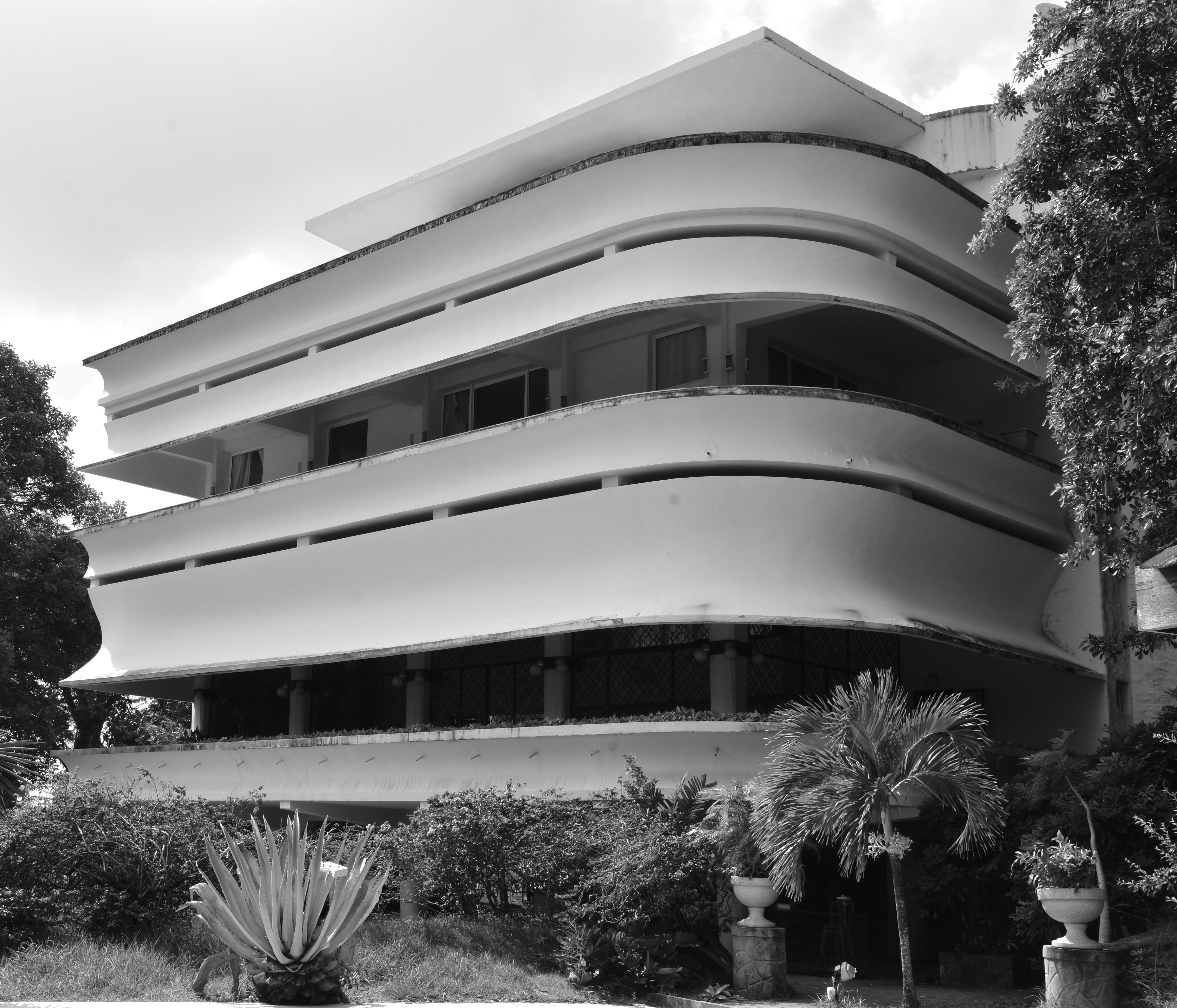
la villa dans son ensemble

## Classement
La villa a été inscrite aux Monuments historiques par arrêté le 16 août 2010.